# Armeria neglecta
Armeria neglecta é uma espécie de planta com flor pertencente à família Plumbaginaceae. 
A autoridade científica da espécie é Girard, tendo sido publicada em Annales des Sciences Naturelles; Botanique, sér. 3 2: 324. 1844.

## Portugal
Trata-se de uma espécie presente no território português, nomeadamente em Portugal Continental.
Em termos de naturalidade é endémica da região atrás referida.

## Protecção
Encontra-se protegida por legislação portuguesa ou da Comunidade Europeia, nomeadadamente pelo Anexo II e IV da Directiva Habitats.